# 勒氏鸚嘴魚
勒氏鸚嘴魚，為輻鰭魚綱鱸形目隆頭魚亞目鸚哥魚科的其中一種，分布於西印度洋區，包括東非、南非、馬達加斯加、模里西斯、塞席爾群島、馬爾地夫、斯里蘭卡、印度、泰國等海域，棲息深度6-15公尺，體長可達51公分，體重可達1.1公斤，棲息在珊瑚礁，以藻類為食，可作為食用魚。